# Mondreville, Yvelines
Mondreville là một xã của Pháp, nằm ở tỉnh Yvelines trong vùng Île-de-France của Pháp.
Người dân ở đây trong tiếng Pháp gọi là Mondrevillois.

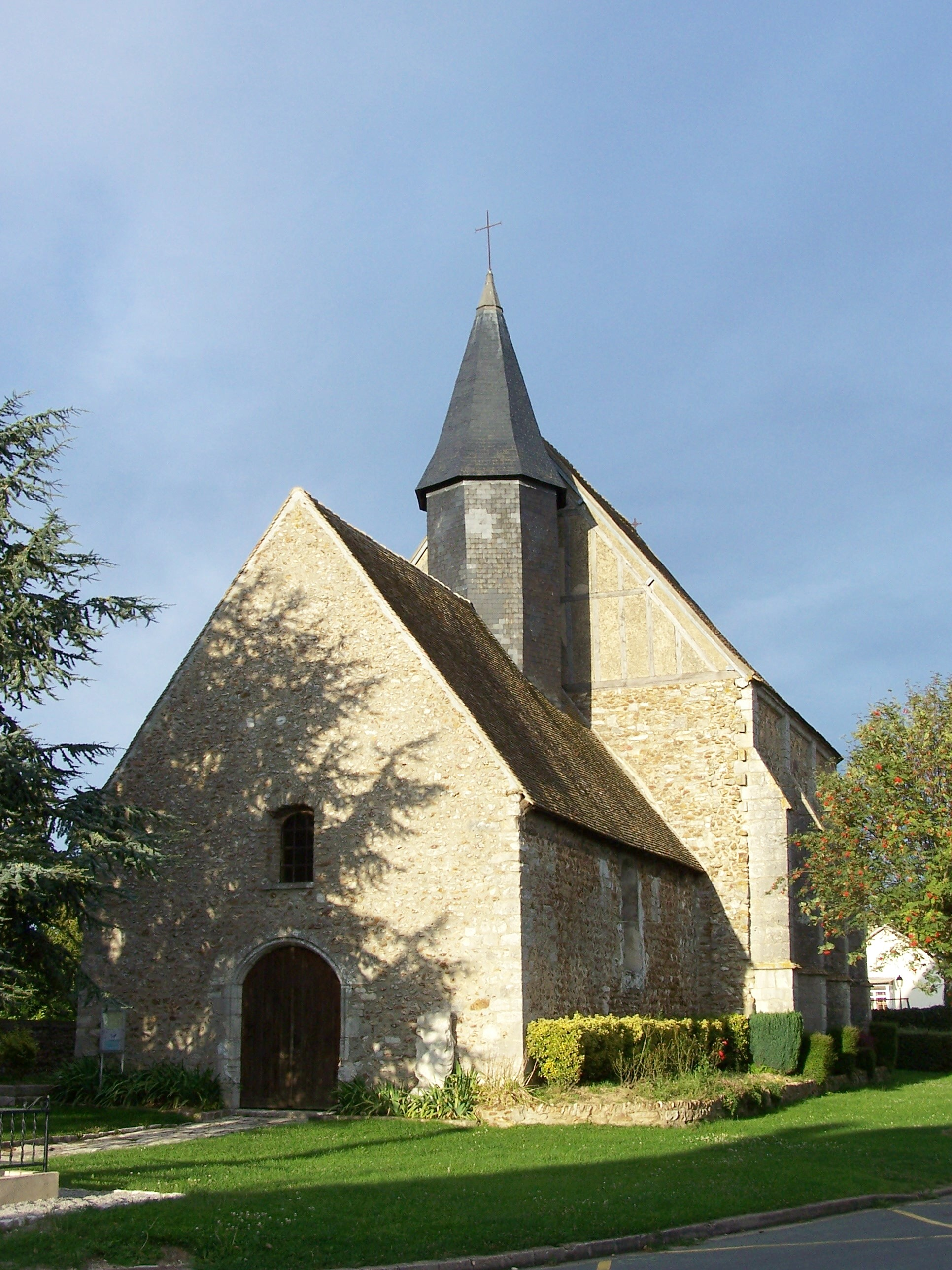
Nhà thờ Saint-Christophe

Mondreville có cự ly khoảng 16 km về phía tây nam Mantes-la-Jolie trong cao nguyên Mantois, trên độ cao 130 m. Đây là một trong những xã nhỏ nhất của Yvelines. Dân cư chủ yếu sống bằng nông nghiệp. Các xã giáp ranh gồm: Longnes về phía đông bắc, Flins-Neuve-Église về phía đông, Tilly về phía đông nam, Le Mesnil-Simon về phía nam và Gilles về phía tây.